# Ashraf Nu'man
Ashraf Nu'man Al-Fawaghra (29 de julho de 1986) é um futebolista profissional palestino que atua como atacante.

## Carreira
Ashraf Nu'man representou a Seleção Palestina de Futebol na Copa da Ásia de 2015.